# Кедугу (область)
Кеду́гу (фр. Kédougou) — область в Сенегалі. Адміністративний центр - місто Кедугу. Площа - 16 896 км², населення - 124 300 чоловік (2010 рік).

## Географія

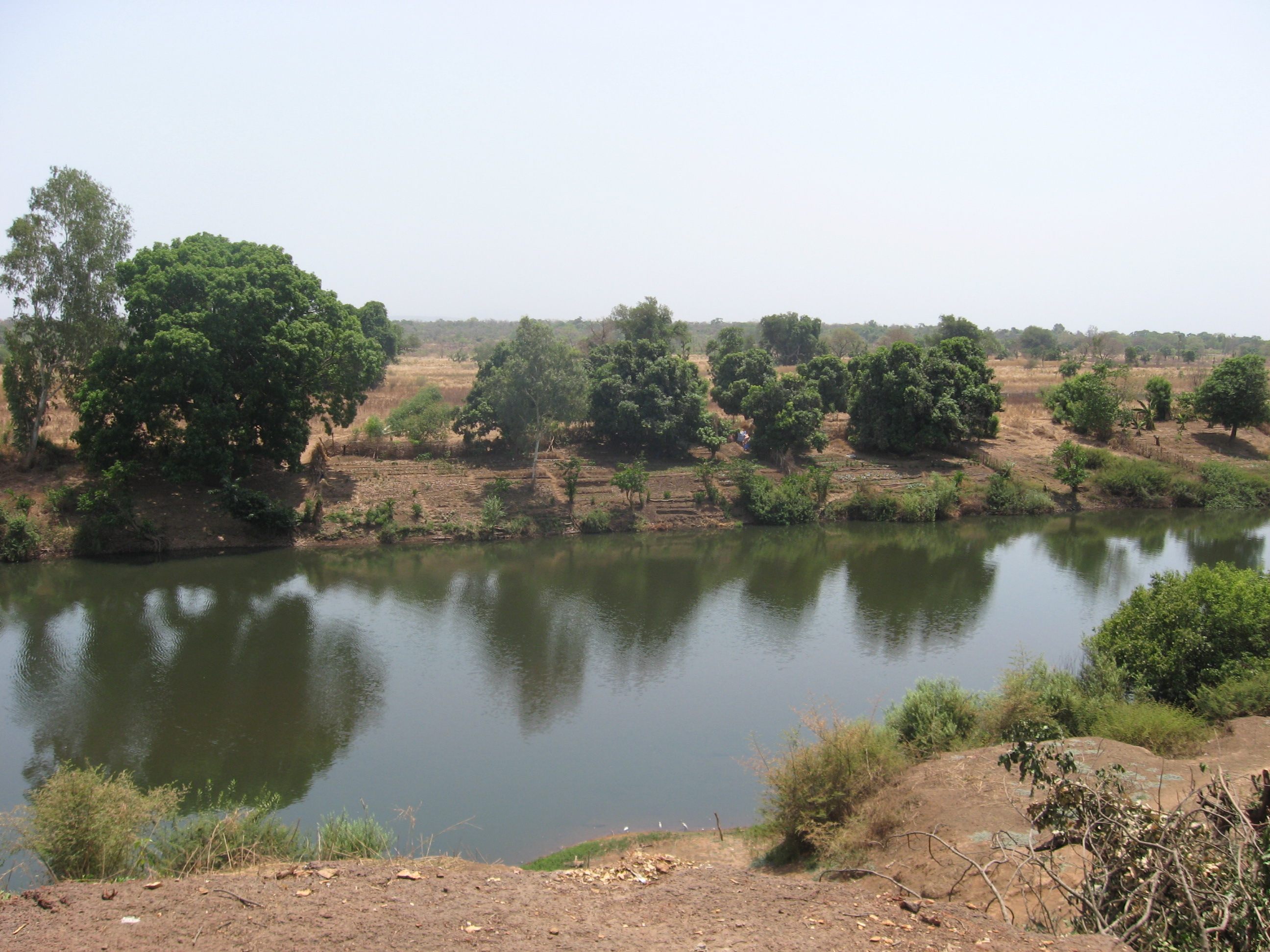
Річка Гамбія в області Кедугу

На півночі і сході межує з областю Тамбакунда, на сході з Малі, на півдні з Гвінеєю. Територією області протікає річка Гамбія.
Область була утворена в 2008 році шляхом виділення з області Тамбакунда її східних районів.

## Адміністративний поділ
Адміністративно область поділяється на 3 департаменти:
- Кедугу
- Салемата
- Сарая

## Туризм
В області Кедугу в даний час успішно розвивається екологічний туризм.